# Melanotaenia
Melanotaenia – rodzaj ryb aterynokształtnych z rodziny tęczankowatych (Melanotaeniidae).

## Klasyfikacja
Gatunki zaliczane do tego rodzaju:
| - Melanotaenia affinis - Melanotaenia ajamaruensis - Melanotaenia ammeri - Melanotaenia angfa - Melanotaenia arfakensis - Melanotaenia arguni - Melanotaenia australis - Melanotaenia batanta - Melanotaenia boesemani – tęczanka Boesemana - Melanotaenia caerulea - Melanotaenia catherinae - Melanotaenia corona - Melanotaenia duboulayi - Melanotaenia eachamensis - Melanotaenia exquisita - Melanotaenia fasinensis - Melanotaenia fluviatilis - Melanotaenia fredericki - Melanotaenia goldiei – tęczanka złotawa - Melanotaenia gracilis - Melanotaenia herbertaxelrodi – tęczanka Axelroda - Melanotaenia irianjaya - Melanotaenia iris - Melanotaenia japenensis - Melanotaenia kamaka - Melanotaenia kokasensis - Melanotaenia lacustris – tęczanka niebieska - Melanotaenia lakamora - Melanotaenia maccullochi – tęczanka mniejsza - Melanotaenia mairasi - Melanotaenia maylandi | - Melanotaenia misoolensis - Melanotaenia monticola - Melanotaenia mubiensis - Melanotaenia nigrans – tęczanka czarnobrzeżona, tęczanka większa - Melanotaenia ogilbyi - Melanotaenia oktediensis - Melanotaenia papuae - Melanotaenia parkinsoni – tęczanka Parkinsona - Melanotaenia ogilbyi - Melanotaenia oktediensis - Melanotaenia papuae - Melanotaenia parkinsoni - Melanotaenia parva - Melanotaenia pierucciae - Melanotaenia pimaensis - Melanotaenia praecox – tęczanka neonowa - Melanotaenia pygmaea - Melanotaenia rubripinnis - Melanotaenia rubrostriatus - Melanotaenia salawati - Melanotaenia sexlineata - Melanotaenia solata - Melanotaenia splendida – tęczanka pasiasta - Melanotaenia sylvatica - Melanotaenia synergos - Melanotaenia trifasciata – tęczanka trójpręga - Melanotaenia urisa - Melanotaenia utcheensis - Melanotaenia vanheurni - Melanotaenia veoliae - Melanotaenia wanoma |

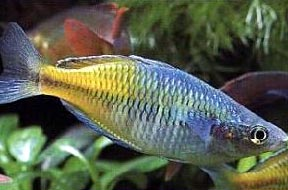
Melanotaenia boesemani
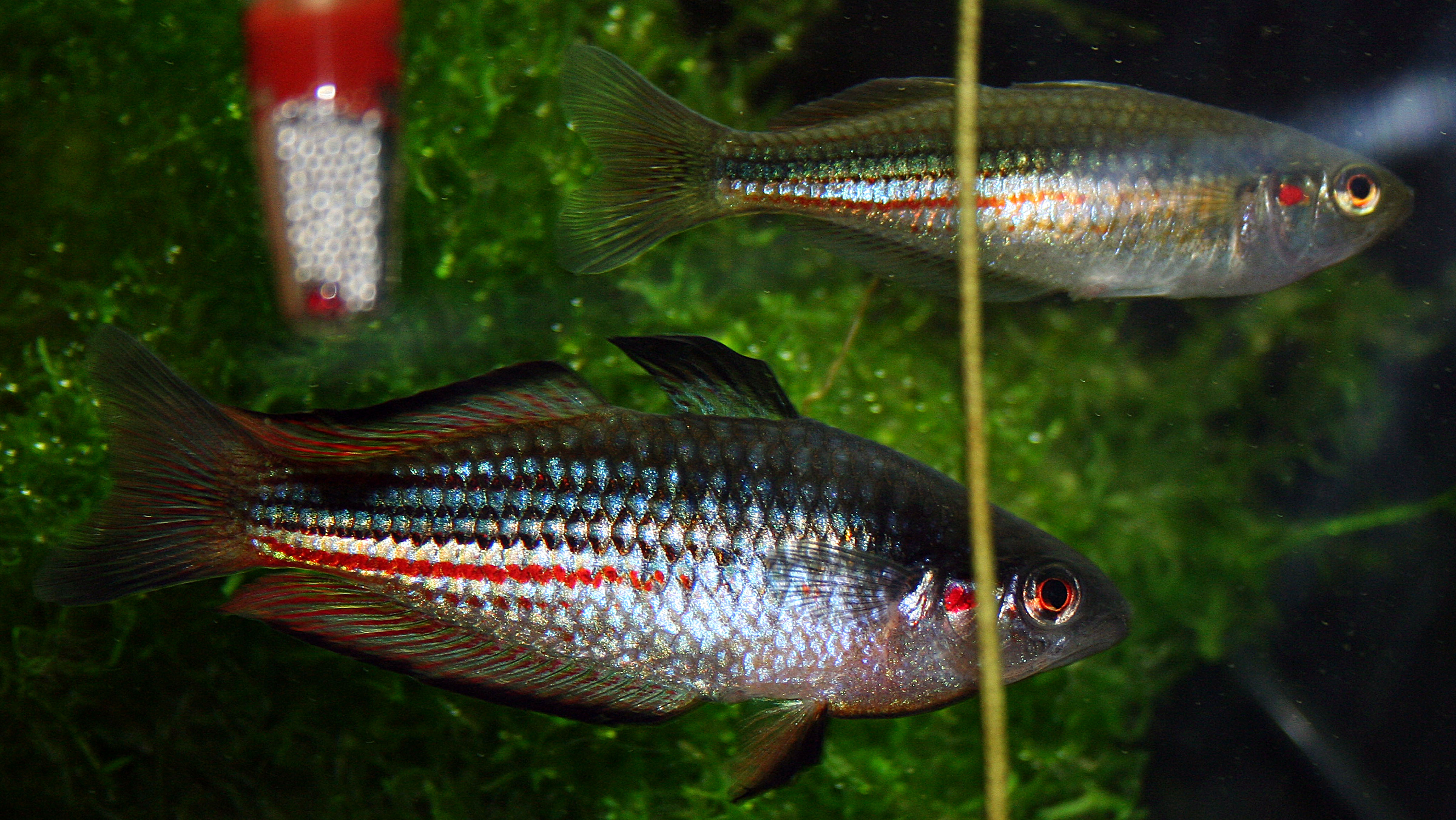
Melanotaenia duboulayi
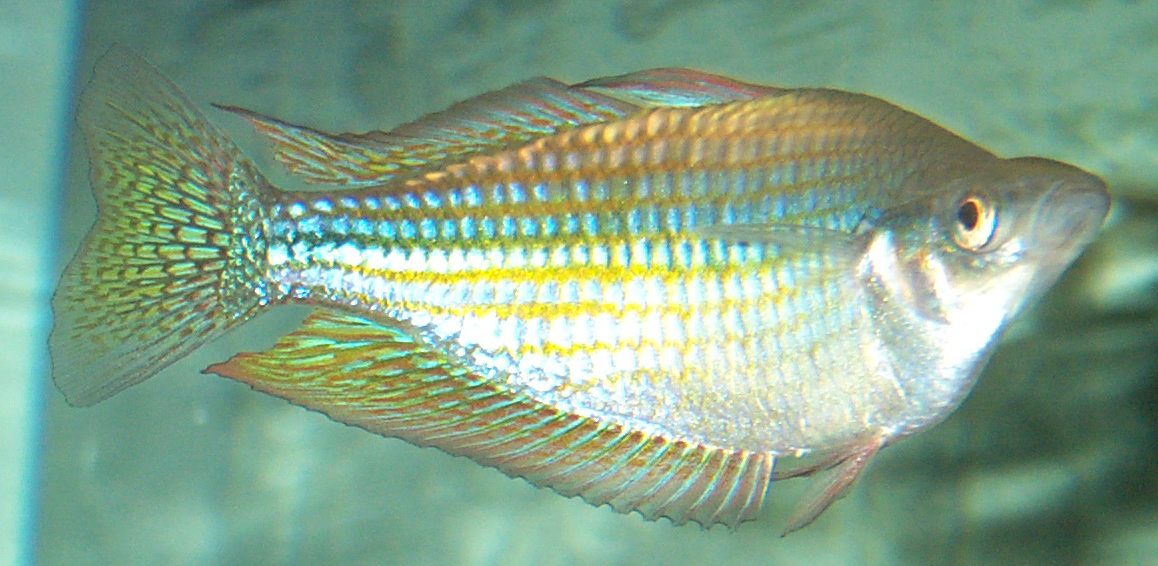
Melanotaenia fluviatilis
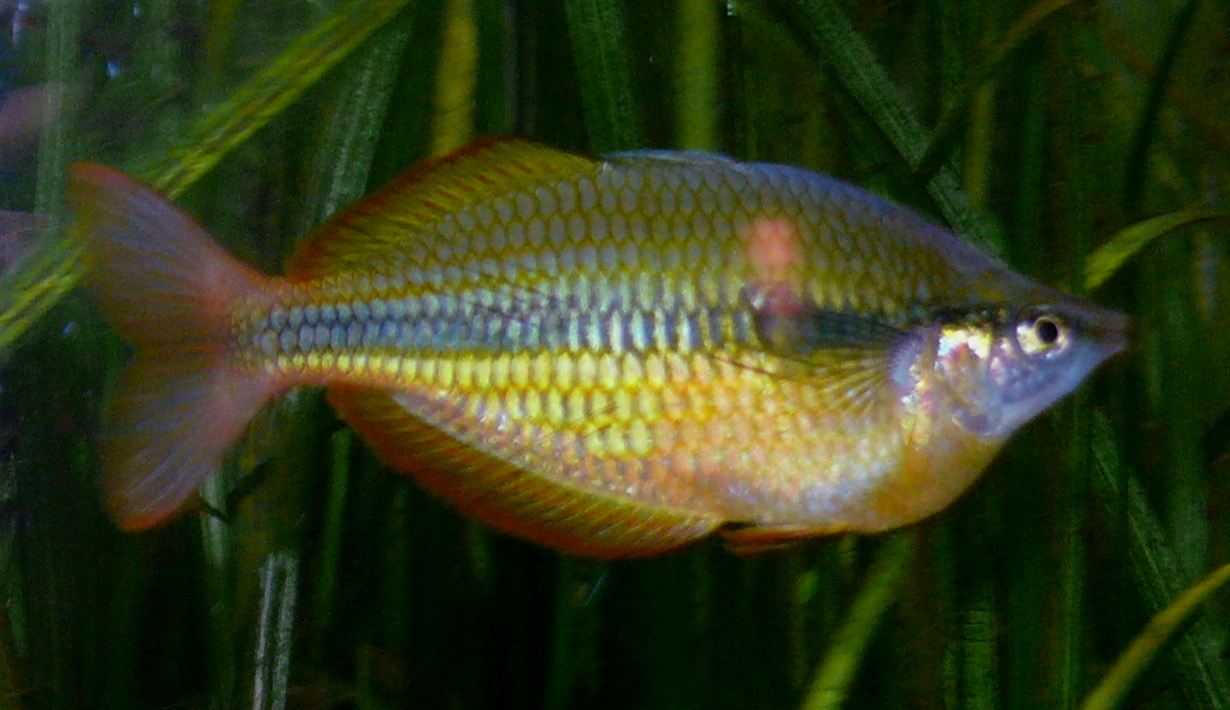
Melanotaenia herbertaxelrodi
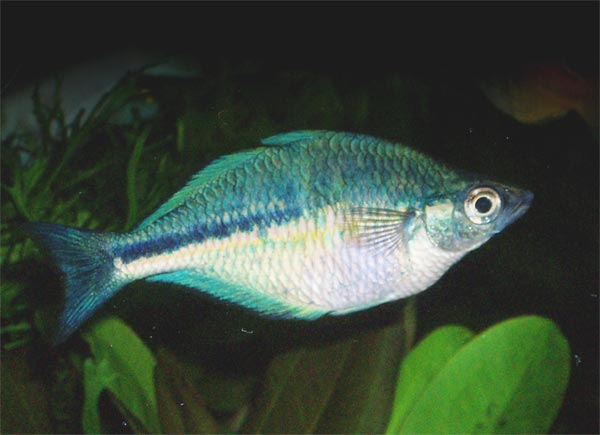
Melanotaenia lacustris
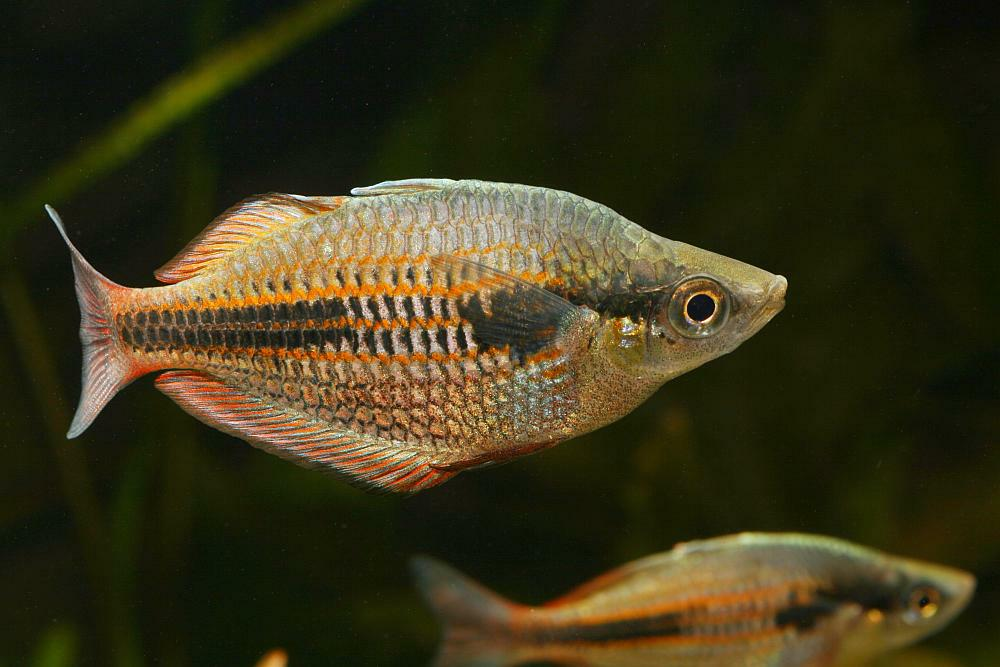
Melanotaenia lakamora
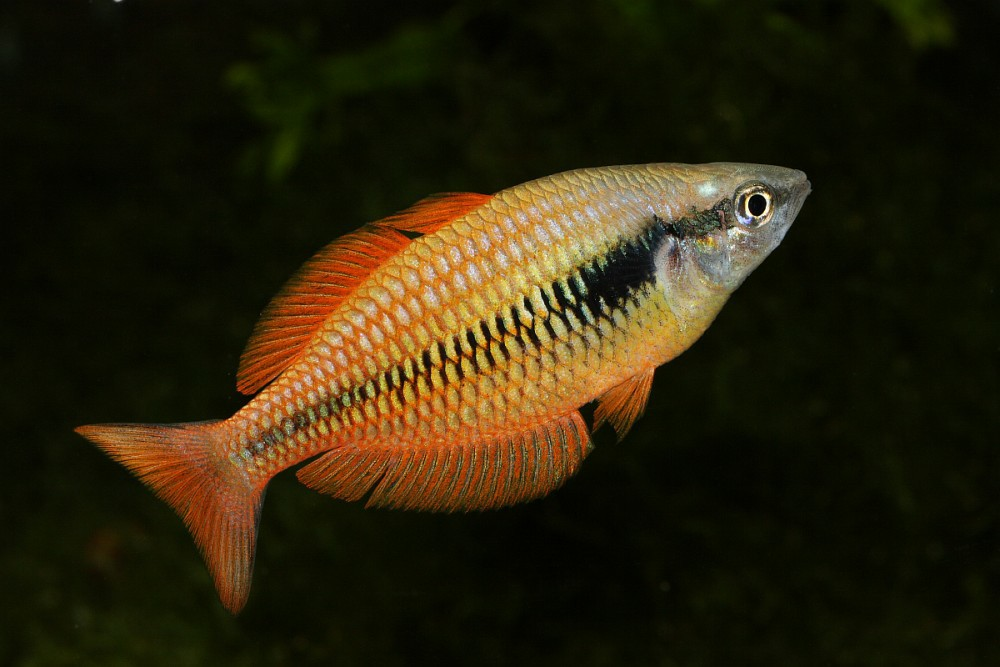
Melanotaenia parva
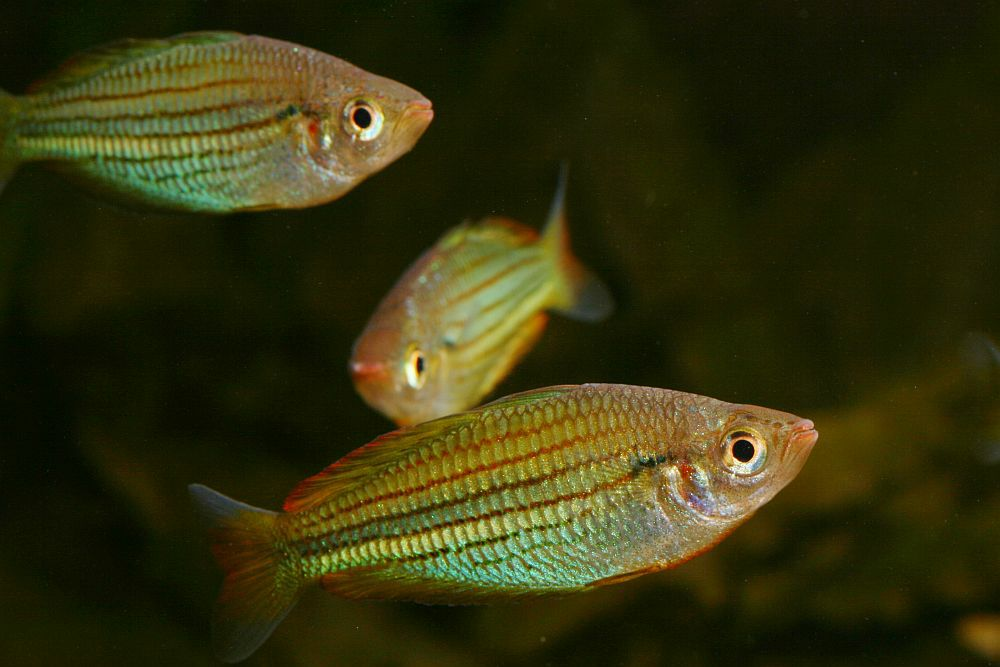
Melanotaenia sexlineata
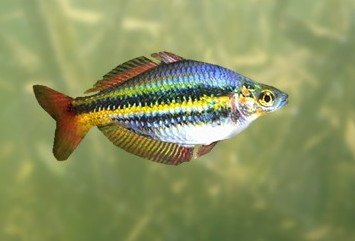
Melanotaenia solata
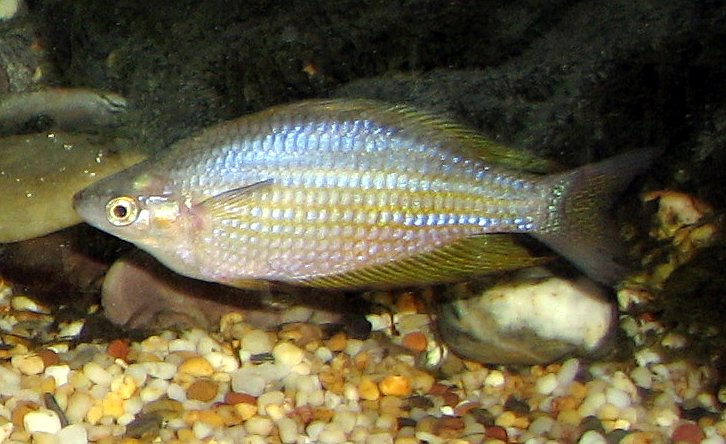
Melanotaenia splendida
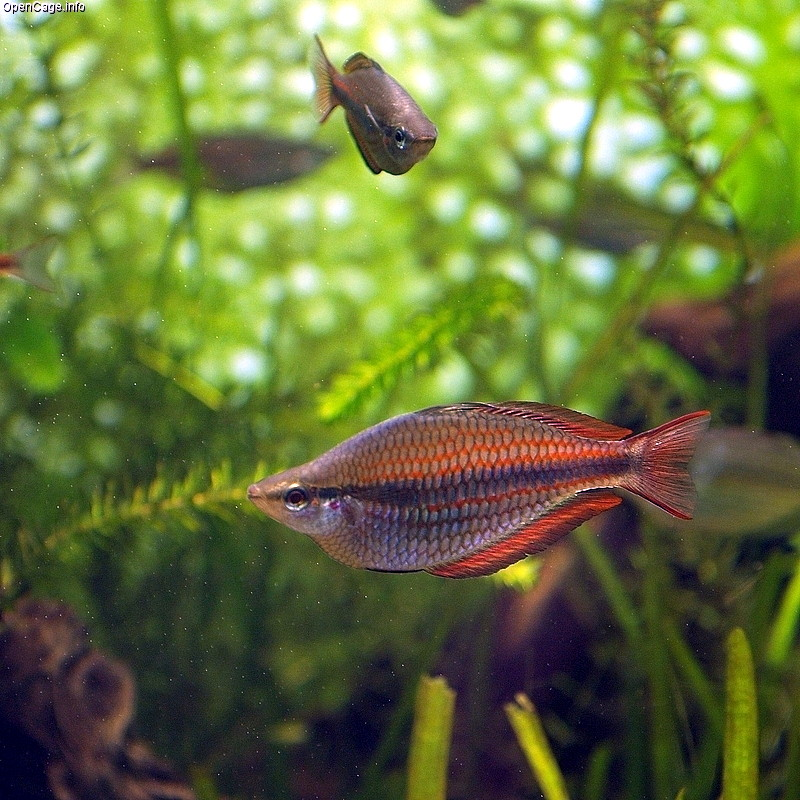
Melanotaenia trifasciata